# O Mito
San wa (chinês tradicional: 神話; pinyin: ShénHuà; prt/bra: O Mito) é um filme honconguês de 2005, dos gêneros comédia, drama, ação, fantasia e aventura, dirigido por Stanley Tong e protagonizado por Jackie Chan.

## Sinopse
No ano 221 a.C, na época da Dinastia Qin na China Antiga, o heroico general Meng Yi recebe a missão de escoltar uma nova concubina do Imperador Quin Shi Huang, a princesa coreana Ok-Soo. Ele enfrenta um exército do país da princesa, liderado por um general que queria se casar com ela. Na luta, o general Meng e a princesa caem num desfiladeiro e depois se refugiam numa caverna, ao longo do tempo eles se apaixonam, mas Meng mantém sua honra, rejeitando-la e concluir com sucesso a sua missão. Depois o imperador envia Meng para enviar a pílula da imortalidade para salvá-lo, mas eles foram emboscados pelos rebeldes liderados pelo principe e chanceler, e Meng foi morto na batalha. Embora Nangong gerencia a mão do elixir para o imperador, os traidores acusá-lo e Ok-Soo de traição e forçá-los a consumir o elixir, condenando-os à prisão no mausoléu do imperador Qin, para a eternidade.
Nos dias atuais, o arqueólogo chinês Jack começa a sonhar todas as noites com esses eventos antigos, com ele presenciando-os como se fosse o próprio general Meng Yi, isso porque ele era sua reencarnação. Seu amigo William chega e conta sobre sua pesquisa para descobrir a antigravidade. Ele está interessado numa descoberta anterior de Jack, uma tumba no reino de Dassar na Índia, cujo sarcófago e seus guardiões flutuam no ar, junto também com uma espada que ele usou na batalha.

## Elenco
- Jackie Chan...Jack/Meng Yi
- Kim Hee-seon...Princesa Ok-Soo
- Tony Leung Ka-Fai...William
- Mallika Sherawat...Samantha
- Patrick Tam Yiu-Man...General Xu Gui
- Shao Bing...Nangong Yan
- Ken Lo...Dragão
- Yu Rongguang...general rebelde Zhao Kuang
- Ken Wong...general rebelde Meng Jie
- Jin Song...general rebelde Jin Song
- Hayama Go...Tigre
- Chan Sek...Cheetah
- He Jun...Fênix
- Choi Min-Soo...general coreano Choi
- Yao Weixing...general coreano Shen
- Maggie Lau...Maggie
- Yuen Tak...Monge de Dassar
- Sun Zhou...Professor Koo
- Leon Head...Dr. Smith
- Lian Shuliang...Zhao Gao
- Chen Weiguo...Li Si
- Zhang Yiqun...Huhai

## Série de TV
Em 10 de janeiro de 2010, foi ao ar o primeiro dos 50 episódios da série homônima (em inglês, The Myth), pela rede CCTV-8 da China. A série foi produzida por Jackie Chan baseada na história do filme.